# Альберт III (граф Намюра)
Альбе́рт III (фр. Albert III de Namur; ок. 1027 — 22 июня 1102) — граф Намюра с 1063 или 1064 года; младший сын графа Намюра Альберта II и Аделаиды, дочери герцога Лотарингии Гозело I, представитель Намюрского дома.

## Биография
Обстоятельства смерти отца Альберта неизвестны. В указе, датированном 1070 годом, сказано, что Альберт III правил уже седьмой год в графстве Намюр. Исключительно по этому документу можно определить дату смерти Альберта II.
После смерти Бодуэна VI в 1070 году, началась острая борьба за власть между Рихильдой де Эно, опекуншей несовершеннолетних Арнульфа III и его младшего брата Бодуэна, и их дяди Роберта I Фризского. В этом конфликте Альберт III поддержал Рихильды и её сыновей, но Арнульф был убит, а Рихильда была вынуждена уступить Фландрию.
Альберт III был вовлечен в спор о правопреемстве Лотарингского герцогства, который возник в 1076 году после смерти герцога Готфрида III Горбатого. Вдова покойного герцога Матильда Тосканская пыталась получить владения своего умершего мужа и вступила союз с епископом Вердена Дитрихом и графом Альбертом, которые были оба заинтересованы в получении земель герцога Готфрида. Союзником Матильды также был папа Григорий VII, с одобрения которого Матильда передала в свою очередь управление Верденом Альберту (прежде епископ Дитрих даровал ей управление в нем).
Альберт предъявил права на герцогство Бульон, считая себя наследником по его матери Регелинде Лотарингской, и боролся со своим двоюродным племянником Годфридом Бульонским. Альберт даже осадил крепость Буйон, но безуспешно. Переговоры Альберта с Готфридом потерпели неудачу, поэтому потребовалось вмешательство императора. Графство Верден унаследовала Матильда Тосканская (позже император конфисковал эти владения), а Антверпенскую марку император передал Готфриду Бульонскому, племяннику Готфрида Горбатого. Титул герцога Нижней Лотарингии император Генрих IV передал своему малолетнему сыну Конраду, назначив при нём вице-герцогом Альберта III, хотя на самом деле тот не обладал реальной властью в герцогстве.
В битве под Далем 20 сентября 1085 года Альберт убил пфальцграфа Лотарингии Германа II, из-за чего он впал в немилость императора.
Альберт продолжал конфликтовать с Готфридом. Наконец, в 1086 году, епископ Льежа Готфрид I Верденский составил условия перемирия, и ему удалось заключить мир между Альбертом и Готфридом Бульонским в пользу последнего, который готовился к крестовому походу. В 1087 году Конрад короновался королём Германии и стал королём Италии, вследствие чего Нижняя Лотарингия была передана Готфриду, а Альберт был лишен титула вице-герцога.
В 1099 году, епископ Льежа Одберт передал Альберту графство Бруненгеруц. Он по-прежнему появляется в документах 1101 года, связанных с его сыном Жоффруа I. 1 июня 1101 года Альбертом и его сыновьями была основана церковь Святого Якова в Льеже. Альберт умер 22 июня 1102 года. Жоффруа назван графом Намюра только в 1105 году.

## Брак и дети
Жена с ок. 1065/1066 года: Ида Саксонская, наследница Ла Роша, дочь герцога Саксонии Бернхарда II Билунга и Эйлики Швайнфуртской, вдова герцога Нижней Лотарингии Фридриха II. Дети:
- Жоффруа I (ок 1068—19 августа 1139), граф Намюра с 1102
- Генрих I (ок. 1070—до 1138), граф де Ла Рош, судебный фогт Ставело и Мальмеди
- Фридрих (ум. 22 мая 1121), епископ Льежа с 1119
- Альберт (ум. 1122), граф Яффы с 1118
- Аликс (ум. после 1124); муж: Оттон II (ум. после 1131), граф де Шини